# Мохаммад Расулоф
Мохамма́д Расуло́ф (перс. محمد رسول‌اف; нар. 1972, Шираз, Іран) — іранський незалежний кінорежисер, сценарист та продюсер. Лауреат та номінант численних фестивальних та професійних кінонагород.

## Біографія
Мохаммад Расулоф народився у 1972 році в Ширазі, Іран. Вивчав соціологію в Тегерані. Зараз живе в Тегерані та Гамбурзі (Німеччина).
Перший повнометражний художній фільм Мохаммада Расулофа, «Сутінки» (Gagooman), вийшов у 2002 році та був відзначений премією «Кришталевий Сімург» як найкращий фільм на  Тегеранському кінофестивалі «Фаджр» у 2003 році. Другий фільм режисера, «Залізний острів» (Jazire-ye ahani), вийшов у 2005 році. У 2009 році Расулоф зрежисував стрічку «Білі луки» (Keshtzarha-ye sepid).
У 2010 році Мохаммад Расулоф був заарештований на знімальному майданчику та був звинувачений у зйомках без отриманого на те дозволу. Він був засуджений іранською владою до шести років позбавлення волі. Згодом термін було скорочено до одного року і Расулофа було випущено під заставу.
Прем'єра стрічки Мохаммада Расулова «Прощавай» (Bé omid é didar, 2011) відбулася на 64-му Каннському міжнародному кінофестивалі, де вона брала участь в секції «Особливий погляд» та отримала приз за режисуру. Його наступний фільм, «Рукописи не горять» (Dast-neveshtehaa nemisoosand, 2012), також брав участь в секції «Особливий погляд» на 66-му Каннському кінофестивалі 2013 року, здобувши Приз ФІПРЕССІ.
Фільм Мохаммада Расулофа «Непідкупний» (Lerd, 2017) здобув головний приз «Особливого погляду» на 70-му Каннському міжнародному кінофестивалі у 2017 році .

## Фільмографія
| Рік  | Назва українською        | Оригінальна назва            | Режисер | Сценарист | Продюсер |
| ---- | ------------------------ | ---------------------------- | ------- | --------- | -------- |
| 2002 | Сутінки                  | Gagooman                     | Так     | Так       | Так      |
| 2005 | Залізний острів          | Jazireh ahani                | Так     | Так       | Так      |
| 2008 |                          | Baad-e-daboor                | Так     |           |          |
| 2009 | Білі луки                | Keshtzar haye sepid          | Так     | Так       | Так      |
| 2010 | Гешер                    | Gesher                       |         |           | Так      |
| 2011 | Прощавай                 | Bé omid é didar              | Так     | Так       | Так      |
| 2013 | Рукописи не горять       | Dast-neveshtehaa nemisoosand | Так     | Так       | Так      |
| 2017 | Непідкупний              | Lerd                         | Так     | Так       | Так      |
| 2020 | Зла не існує             | There Is No Evil             | Так     | Так       | Так      |
| 2024 | Насіння священної інжиру | The Seed of the Sacred Fig   | Так     | Так       | Так      |

## Визнання
| Рік                                                 | Категорія                                      | Фільм                          | Результат |
| --------------------------------------------------- | ---------------------------------------------- | ------------------------------ | --------- |
| Кінофестиваль «Фаджр»                               |                                                |                                |           |
| 2003                                                | Кришталевий Сімург за найкращий фільм          | Сутінки                        | Перемога  |
| Міжнародний кінофестиваль в Хіхоні                  |                                                |                                |           |
| 2005                                                | Спеціальний приз журі                          | Залізний острів                | Перемога  |
| Індійський міжнародний кінофестиваль                |                                                |                                |           |
| 2005                                                | Золотий павич за найкращий фільм               | Залізний острів                | Перемога  |
| Гамбурзький кінофестиваль                           |                                                |                                |           |
| 2005                                                | Приз критиків                                  | Залізний острів                | Перемога  |
| 2013                                                | Нагорода за політичний фільм                   | Рукописи не горять             | Перемога  |
| Монреальський кінофестиваль нового кіно             |                                                |                                |           |
| 2005                                                | Приз за найкращий сценарій                     | Залізний острів                | Перемога  |
| 2005                                                | Спеціальна згадка                              | Залізний острів                | Перемога  |
| Дубайський міжнародний кінофестиваль                |                                                |                                |           |
| 2009                                                | Приз за найкращий художній фільм               | Білі луки                      | Номінація |
| 2009                                                | Спеціальний приз журі                          | Білі луки                      | Перемога  |
| 2011                                                | Приз за найкращий художній фільм               | Прощавай                       | Номінація |
| Кінофестиваль у Денвері (Колорадо, США)             |                                                |                                |           |
| 2010                                                | Приз Кшиштофа Кесльовського за найкращий фільм | Білі луки                      | Перемога  |
| Каннський міжнародний кінофестиваль                 |                                                |                                |           |
| 2011                                                | Премія «Особливий погляд»                      | Прощавай                       | Номінація |
| 2011                                                | Премія «Особливий погляд» за режисуру          | Прощавай                       | Перемога  |
| 2011                                                | Приз Франсуа Шале — Спеціальна згадка          | Прощавай                       | Номінація |
| 2013                                                | Премія «Особливий погляд»                      | Рукописи не горять             | Номінація |
| 2013                                                | Приз ФІПРЕССІ — «Особливий погляд»             | Рукописи не горять             | Перемога  |
| 2017                                                | Премія «Особливий погляд»                      | Непідкупний                    | Перемога  |
| Міжнародний кінофестиваль у Дурбані (ПАР)           |                                                |                                |           |
| 2012                                                | Спеціальна згадка — Художній фільм             | Прощавай                       | Перемога  |
| Роттердамський міжнародний кінофестиваль            |                                                |                                |           |
| 2012                                                | Приз Dioraphte                                 | Прощавай                       | Перемога  |
| Кінофестиваль в Мілвокі (Вісконсин, США)            |                                                |                                |           |
| 2012                                                | Приз за найкращий фільм                        | Прощавай                       | Номінація |
| 2012                                                | Приз найкращому режисерові                     | Прощавай                       | Перемога  |
| Міжнародний кінофестиваль у Фрібурі (Швейцарія)     |                                                |                                |           |
| 2014                                                | Гран-прі                                       | Рукописи не горять             | Номінація |
| 2014                                                | Приз «Дон Кіхот» — Спеціальна згадка           | Рукописи не горять             | Перемога  |
| Нюрнберзький кінофестиваль фільмів про права людини |                                                |                                |           |
| 2013                                                | Нагорода за життєві досягнення                 | Нагорода за життєві досягнення | Перемога  |